# 夢見る愛天使
『夢見る愛天使』（ゆめみるあいてんし）は、FURILのA面/B面（単A面）デビューシングルである。1995年5月24日にキングレコードより発売。
- ジャケット原画・レイアウト：矢吹勉
- 原画：渡辺真由美

## 概要
- A面表題曲「夢見る愛天使」はテレビ東京系アニメ『愛天使伝説ウエディングピーチ』のオープニングテーマ主題歌 。
- B面カップリング（c/w）表題曲「21世紀のジュリエット」はテレビ東京系アニメ『愛天使伝説ウエディングピーチ』のエンディングテーマ。

## 収録曲
1. 夢見る愛天使 [4:09]
  - 作詞：松葉美保、作曲：岡崎律子、編曲：岩本正樹、歌：FURIL（氷上恭子・宮村優子・野上ゆかな）
  - テレビ東京系アニメ『愛天使伝説ウエディングピーチ』オープニングテーマ主題歌
2. 21世紀のジュリエット [4:01]
  - 作詞：織田ゆり子、作曲：工藤崇、編曲：岩本正樹、歌：FURIL
  - テレビ東京系アニメ『愛天使伝説ウエディングピーチ』エンディングテーマ
3. 夢見る愛天使（カラオケ） [4:07]
4. 21世紀のジュリエット（カラオケ） [4:01]